# Cold Heart (Pnau Remix)
Cold Heart (Pnau Remix) ist ein von Elton John und Dua Lipa gesungener und von Pnau gemixter Mashup aus dem Jahr 2021.

## Entstehung und Komposition
Aufgrund der COVID-19-Pandemie musste Elton John seine Farewell Yellow Brick Road Tour unterbrechen. Er nutzte die Zeit, um sein 34. Studioalbum The Lockdown Sessions zu produzieren.
Elton John schlug Pnau, mit denen er bereits zuvor zusammengearbeitet hatte, eine Kooperation vor. Wegen der Lockdown-Situation war die Möglichkeit gegeben, bereits vorhandene Songs neu zu mixen und dadurch für jüngere Generationen attraktiv zu machen.
Cold Heart ist ein Remix, bestehend aus vier älteren Elton-John-Hits. Lediglich Dua Lipa nahm dafür neue Textpassagen auf. Der Song stellt ein Duett zwischen den beiden Künstlern dar. Johns Passage zitiert seinen Song Sacrifice, in dem auch die Textzeile „Cold, cold heart“ vorkommt. Dua Lipas Part im Refrain nimmt Rocket Man und Kiss the Bride auf. Der Song fadet zum Ende zu einem Sample von Where's the Shoorah? aus.

## Kommerzieller Erfolg

### Chartplatzierungen
Für Elton John war es seine achte Nummer-eins-Platzierung in den britischen Singlecharts, für Dua Lipa war es die dritte als Solokünstlerin, inklusive der Mitwirkung an Charity-Projekten erreichte sie zum fünften Mal die Chartspitze. In Deutschland erreichte Cold Heart (Pnau Remix) Rang drei der Singlecharts und wurde zum elften Top-10-Hit für Elton John sowie zum sechsten für Dua Lipa.
Darüber hinaus erreichte die Single die Nummer eins in Australien, Belgien, Bulgarien, Kanada, Neuseeland, Polen, Tschechien und Ungarn. Mit rund acht Millionen verkauften Einheiten ist Cold Heart (Pnau Remix) Elton Johns zweiterfolgreichste Single, hinter Candle in the Wind '97.
| ChartsChartplatzierungen       | Höchstplatzierung | Wochen |
| ------------------------------ | ----------------- | ------ |
| Deutschland (GfK)              | 3 (79 Wo.)        | 79     |
| Österreich (Ö3)                | 3 (67 Wo.)        | 67     |
| Schweiz (IFPI)                 | 4 (129 Wo.)       | 129    |
| Vereinigte Staaten (Billboard) | 7 (52 Wo.)        | 52     |
| Vereinigtes Königreich (OCC)   | 1 (70 Wo.)        | 70     |

| ChartsJahrescharts (2021)    | Platzierung |
| ---------------------------- | ----------- |
| Deutschland (GfK)            | 49          |
| Österreich (Ö3)              | 47          |
| Schweiz (IFPI)               | 39          |
| Vereinigtes Königreich (OCC) | 21          |

| ChartsJahrescharts (2022)      | Platzierung |
| ------------------------------ | ----------- |
| Deutschland (GfK)              | 9           |
| Österreich (Ö3)                | 8           |
| Schweiz (IFPI)                 | 6           |
| Vereinigte Staaten (Billboard) | 10          |
| Vereinigtes Königreich (OCC)   | 13          |

| ChartsJahrescharts (2023)    | Platzierung |
| ---------------------------- | ----------- |
| Schweiz (IFPI)               | 31          |
| Vereinigtes Königreich (OCC) | 75          |

### Auszeichnungen für Musikverkäufe
| Land/Region                  | Auszeichnungen für Musikverkäufe (Land/Region, Auszeichnung, Verkäufe) | Verkäufe   |
| ---------------------------- | ---------------------------------------------------------------------- | ---------- |
| Australien (ARIA)            | 15× Platin                                                             | 1.050.000  |
| Brasilien (PMB)              | 3× Diamant                                                             | 480.000    |
| Dänemark (IFPI)              | 3× Platin                                                              | 270.000    |
| Deutschland (BVMI)           | 3× Gold                                                                | 600.000    |
| Finnland (IFPI)              | 3× Platin                                                              | 120.000    |
| Frankreich (SNEP)            | Diamant                                                                | 333.333    |
| Griechenland (IFPI)          | 3× Platin                                                              | 60.000     |
| Italien (FIMI)               | 4× Platin                                                              | 400.000    |
| Kanada (MC)                  | Diamant                                                                | 800.000    |
| Mexiko (AMPROFON)            | 5× Gold                                                                | 350.000    |
| Neuseeland (RMNZ)            | 9× Platin                                                              | 270.000    |
| Norwegen (IFPI)              | 2× Platin                                                              | 120.000    |
| Österreich (IFPI)            | 4× Platin                                                              | 120.000    |
| Polen (ZPAV)                 | Diamant                                                                | 250.000    |
| Portugal (AFP)               | 6× Platin                                                              | 60.000     |
| Schweden (IFPI)              | 3× Platin                                                              | 240.000    |
| Schweiz (IFPI)               | Gold                                                                   | 10.000     |
| Spanien (Promusicae)         | 6× Platin                                                              | 360.000    |
| Vereinigte Staaten (RIAA)    | 4× Platin                                                              | 4.000.000  |
| Vereinigtes Königreich (BPI) | 4× Platin                                                              | 2.400.000  |
| Insgesamt                    | 3× Gold · 69× Platin · 6× Diamant ·                                    | 12.293.333 |

Hauptartikel: Elton John/Auszeichnungen für Musikverkäufe